# Shan United Football Club
Maillots
Actualités
Le Shan United Football Club (en birman : ကမ္ဘောဇ ဘောလုံး အသင်း), plus couramment abrégé en Shan United (et aussi connu sous le nom du Kanbawza Football Club), est un club birman de football fondé en 2005 et basé dans la ville de Taunggyi, dans l'État Shan.

## Histoire
Fondé en 2005, le club remporte le championnat en 2007 et termine à la deuxième place l'année suivante.
Kanbawza est l'un des membres fondateurs du nouveau championnat national, la Myanmar National League. S'il n'a pour le moment jamais remporté le titre de champion, le club a terminé sur la deuxième marche du podium en 2012. La même année, il atteint la finale de la Coupe de Birmanie.
Le club participe à deux reprises à la Coupe du président de l'AFC, en 2008 et 2009. Il est à chaque fois éliminé au stade de la phase de groupes.
Parmi les joueurs ayant porté les couleurs du club, on peut citer l'international irlandais Caleb Folan, arrivé pour la saison 2015.

## Palmarès
| Compétitions nationales |
| --- |
| - Championnat de Birmanie (5) : - Champion : 2017, 2019, 2020, 2022, 2023, 2024-2025. - Vice-champion : 2008 et 2012. - Coupe de Birmanie (2) : - Vainqueur : 2017 et 2024. - Finaliste : 2012. |

## Personnalités du club

### Présidents du club
- Khin Maung Kyaing

### Entraîneurs du club
- Aung Naing
- PN Sivaji

### Anciens joueurs du club
- Caleb Folan